# بیماری‌زا
بیماری‌زا (عامل بیماری‌زا)، بیمارگر یا پاتوژن‌ (به انگلیسی: Pathogen)، عامل تولید بیماری بوده و به دو دستهٔ زنده مانند باکتری و غیرزنده مانند سم ارگانوفسفات بخش می‌شود. این اصطلاح بیشتر در گیاه‌پزشکی و پزشکی به کار می‌رود.